# 6118 Mayuboshi
6118 Mayuboshi este o planetă minoră (asteroid), cu un diametru de 11,072 km, din centura de asteroizi. A fost descoperită pe 31 august 1986 la Observatorul La Silla de Henri Debehogne. 
Obiectul prezintă o orbită caracterizată de o semiaxă mare de 2,47693 UAi, o excentricitate de 0,16, o înclinație de 3,56405 ° în raport cu ecliptica.